# The Bourne (River Rib)
Der The Bourne ist ein Wasserlauf in Hertfordshire, England. Er entsteht aus dem Zusammenfluss von Aspenden Brook und Tannis Court Tributary westlich von Aspenden. Er fließt in östlicher Richtung und mündet südöstlich von Aspenden in den River Rib.